# Абрамов, Владимир Михайлович
Влади́мир Миха́йлович Абра́мов (10 марта 1947 — 23 августа 2006) — советский футболист, защитник. Мастер спорта СССР.
Воспитанник секции брянского завода ирригационных машин. В 1967—1969 годах играл за «Динамо» Брянск. В 1970—1972 годах выступал в высшей лиге за СКА Ростов-на-Дону. В 1972 году вернулся в Брянск, играл за «Партизан» (КФК, 1974) и «Динамо» (1974, вторая лига).
Финалист Кубка СССР 1971.